# Нетутешні
«Нетутешні» або «Сонячні протилежності» (англ. Solar Opposites) — американський анімований ситком, створений Джастіном Ройландом та Майком МакМаганом для Hulu. Спочатку створений для телерадіокомпанії «Фокс», проєкт був відкладений, а потім ліцензований Hulu. Серіал дебютував 8 травня 2020 року. Третій сезон вийшов на Hulu 13 липня 2022 року.
Українською є 2 різні озвучення, виконані командами «SimpsonsUA» та «Озвучка AdrianZP». 
Представниками сервісу Hulu влітку 2020 оголошена дата виходу третього сезону мультсеріалу «Нетутешні», 1 січня 2022 року. Але згодом прем'єру перенесли на 13 липня 2022 року.

## Сюжет
Сюжет розповість про історію прибульців, яким довелося покинути свою рідну планету через її знищення. Коли вони потрапили до Сонячної системи то сканери показали єдину сприятливу планету для життя. Проте вони не здогадувалися, що на цій планеті будуть такими відмінними від усіх. Чужими. Й саме тому вони — нетутешні!

## Актори та персонажі

### Головний каст
| Актор           | Роль    | Опис |
| --------------- | ------- | --- |
| Джастін Ройланд | Корво   | Інопланетний учений, який ненавидить Землю і хоче звалити звідси якомога швидше. Він призначений лідером їхньої місії пошуку нового світу. |
| Томас Мідлдітч  | Террі   | Напарник Корво з евакуації та фахівець з Пупки, якому подобається перебувати на Землі та він захоплюється людською культурою. |
| Шон Джамброне   | Юм'юлак | Реплікант Корво, самопроголошений учений і мисливець за головами. Він зменшує випадкових людей, щоб додати їх до свого тераріуму «Стіна». |
| Мері Мак        | Джессі  | Реплікант Террі, загалом добра і хоче вписатися в людське суспільство. |
| Саган Макмехан  | Пупка   | Маленький інопланетянин, пов'язаний з головними персонажами, який має одного дня еволюціонувати в свою справжню форму і тераформувати Землю в копію рідного світу Шлорпів для правлячого класу Шлорпів, використовуючи дані, збережені в його ДНК. Етапи його розвитку показує зміна кольору: жовтий, помаранчевий, фіолетовий і світло-блакитний. |

### «Стіна»
| Актор             | Роль                        | Опис |
| ----------------- | --------------------------- | --- |
| Енді Дейлі        | Ліндсі Тім                  | Один з полонених Юм'юлака, зменшився через червону сорочку. Він стає сміттяром і лідером опору проти режиму Герцога, перш ніж зайняти його місце.     |
| Крістіна Гендрікс | Чері                        | Шеф-кухар Benihana, яку Юм'юлак відправив у Стіну за те, що Чері подала йому креветки. Вона стає однією з супутників Тіма в його боротьбі з Герцогом. |
| Альфред Моліна    | Герцог / Рінго (сезони 1–2) | Корумпований правитель Стіни Юм'юлака, він підтримує порядок і контроль, накопичуючи припаси, які Джессі дає мешканцям Стіни.                         |
| Стерлінг К. Браун | Галк (2 сезон)              | Герой опору та колишній виконавчий продюсер Bones, який намагається розкрити низку жахливих вбивств у мирний час.                                     |
| Рейн Вілсон       | Стівен                      | Колишній генеральний директор AT&T, який стає фермером та виробляє мишаче молока зі своєю домашньою мишею Моллі на нижчих рівнях.                     |

### Епізодичні ролі
| Актор          | Роль         | Опис |
| -------------- | ------------ | --- |
| Тіффані Геддіш | Айша         | Штучний інтелект інопланетного корабля. |
| Карі Волгрен   | місіс Френкі | Вчителька середньої школи Джеймса Ерла Джонса, яка відкрито упереджена щодо Юм'юлака та Джессі та веде таємні справи з директором Куком.   |
| Роб Шраб       | директор Кук | Директор середньої школи Джеймса Ерла Джонса, який відкрито упереджено ставиться до Юм'юлака і Джессі і веде таємні справи з місіс Френкі. |

## Список серій
| Сезон | Епізоди | Епізоди | Оригінальний випуск | Оригінальний випуск |
| ----- | ------- | ------- | ------------------- | ------------------- |
| 1     | 8       | 8       | 8 травня 2020       | 8 травня 2020       |
| 2     | 8       | 8       | 26 березня 2021     | 26 березня 2021     |
| 3     | 11      | 11      | 13 липня 2022       | 13 липня 2022       |
| 4     | 11      | 11      | 14 серпня 2023      | 14 серпня 2023      |
| 5     | 11      | 11      | 12 серпня 2024      | 12 серпня 2024      |

### Сезон 1 (2020)
| № | # | Назва                                                          | Режисер    | Сценарист                      | Перший ефір у США |
| --- | - | -------------------------------------------------------------- | ---------- | ------------------------------ | ----------------- |
| 1 | 1 | «Масив передачі матерії» «The Matter Transfer Array»           | Кім Арндт  | Майк Макмаган, Джастін Ройланд | 8 травня 2020     |
| Йой! Корво і Террі оживляють Фанбакета, а репліканти мають справу зі шкільним хуліганом.                                                                  |   |                                                                |            |                                |                   |
| 2 | 2 | «Нестабільна сіра діра» «The Unstable Grey Hole»               | Боб Суарес | Майк Макмаган                  | 8 травня 2020     |
| Ой! Корво і Террі використовують інопланетні технології, щоб сподобатися своїм сусідам. Джессі намагається показати Юм'юлаку, що люди в основному хороші. |   |                                                                |            |                                |                   |
| 3 | 3 | «Квантове кільце» «The Quantum Ring»                           | Лукас Грей | Метт Маккенна                  | 8 травня 2020     |
| Тадам! Корво стає чарівником! |   |                                                                |            |                                |                   |
| 4 | 4 | «Колектор Бустер» «The Booster Manifold»                       | Анді Том   | Джош Байсел                    | 8 травня 2020     |
| Дідько! Корво і Террі намагаються впоратися зі своїм стресом. Репліканти дізнаються більше про своє дорослішання.                                         |   |                                                                |            |                                |                   |
| 5 | 5 | «Лавовий реактор» «The Lavatic Reactor»                        | Анді Том   | Джош Байсел                    | 8 травня 2020     |
| ТА ТИ ГОНИШ! ТЕРРІ ТА КОРВО ЙДУТЬ ДО ШКОЛИ! Джессі та Юм'юлак *також* ходять до школи.                                                                    |   |                                                                |            |                                |                   |
| 6 | 6 | «Проєкт П.А.Т.Р.І.Ц.І.Я» «The P.A.T.R.I.C.I.A. Device»         | Кім Арндт  | Деніелл Угларік                | 8 травня 2020     |
| Здоров! Цей епізод про Юм'юлака та коал! |   |                                                                |            |                                |                   |
| 7 | 7 | «Террі та Корво вкрали ведмедя» «Terry and Korvo Steal a Bear» | Анді Том   | Домінік Діркес                 | 8 травня 2020     |
| Овва! Террі, Корво, Юм'юлак і Джессі разом намагаються викрасти ведмедя із зоопарку… з веселими наслідками.                                               |   |                                                                |            |                                |                   |
| 8 | 8 | «Згадконавігатор» «Retrace-Your-Step-Alizer»                   | Лукас Грей | Джо Сондерс, Аріель Ладенсон   | 8 травня 2020     |
| Нарешті! Настав час фіналу сезону, крихітко! |   |                                                                |            |                                |                   |

### Сезон 2 (2021)
| № | # | Назва                                                                                              | Режисер       | Сценарист                    | Перший ефір у США |
| --- | - | -------------------------------------------------------------------------------------------------- | ------------- | ---------------------------- | ----------------- |
| 9 | 1 | «Священне неповторюване число» «The Sacred Non-Repeating Number»                                   | Лукас Грей    | Майк Макмаган                | 26 березня 2021   |
| Офігіти! Нетутешні відремонтували свій корабель і попрямують у космос, хіба якщо щось не піде не за планом... |   | |               |                              |                   |
| 10 | 2 | «Затирач Землі» «The Earth Eraser»                                                                 | Кім Арндт     | Деніелл Угларік              | 26 березня 2021   |
| Гей! Одержимість Террі званими вечерями втягує всю команду в неприємності.                                    |   | |               |                              |                   |
| 11 | 3 | «Озерний пристрій» «The Lake House Device»                                                         | Боб Суарес    | Джош Байсел                  | 26 березня 2021   |
| Відпад! Корво і Террі маніпулюють один одним, подорожуючи в часі, а Юм'юлак вирощує товстого прутня.          |   | |               |                              |                   |
| 12 | 4 | «Екстрений Урбанізатор» «The Emergency Urbanizer»                                                  | Анніса Аджані | Даніель Лібман, Метью Лібман | 26 березня 2021   |
| Вуху! Школа закінчилася, тому Нетутешні викликають фурор у літньому таборі!                                   |   | |               |                              |                   |
| 13 | 5 | «Щедро Укласнювальний Реальний промінь» «The Rad Awesome Terrific Ray»                             | Лукас Грей    | Гаррік Бернар                | 26 березня 2021   |
| О ні! Червоний Гублер повернувся, і цього разу він підкачався! Тепер мені лячно.                              |   | |               |                              |                   |
| 14 | 6 | «Епл Пенсіл Про» «The Apple Pencil Pro»                                                            | Кім Арндт     | Аріель Ладенсон              | 26 березня 2021   |
| Час обідати! Корво виграє головний приз на щорічному районному фестивалі приготування реберець.               |   | |               |                              |                   |
| 15 | 7 | «Неймовірна загибель улюбленої склянки Террі» «The Unlikely Demise of Terry's Favorite Shot Glass» | Боб Суарес    | Джо Сондерс                  | 26 березня 2021   |
| Упсі! Дика історія, яка пояснює, чому Террі довелося замовити нову склянку.                                   |   | |               |                              |                   |
| 16 | 8 | «Нетутешні майже отримали Xbox» «The Solar Opposites Almost Get An Xbox»                           | Анніса Аджані | Джош Байсел, Джен Маккартні  | 26 березня 2021   |
| Нарешті! Знову настав фінал сезону! Нетутешні дізнаються про смерть!                                          |   | |               |                              |                   |

## Виробництво
8 серпня 2018 року було оголошено, що Hulu замовив два сезони із шістнадцяти епізодів.

## Озвучення українською
Українською мовою мультсеріал озвучили студія «Озвучка AdrianZP» (не для комерційного використання) та «SimpsonsUA».